# Dorginarti
Dorginarti fou una fortalesa egípcia a Núbia, situada a l'illa homònima, molt propera a Kor, al sud de Buhen, destinada a la protecció de la navegació pel riu Nil. Fou construïda vers el 1850 aC i evacuada vers després del 1700 aC.